# Camburzano
Camburzano är en ort och kommun i provinsen Biella i regionen Piemonte, Italien.  Kommunen hade 1 154 invånare (2018).